# Прядівська сільська рада
| Прядівська сільська рада — колишній орган місцевого самоврядування у Царичанському районі Дніпропетровської області з адміністративним центром у c. Прядівка. Прядівська сільська рада розташована на сході Царичанського району Дніпропетровської області, вздовж річки Прядівка. Складається лише з одного села Прядівка. Сільській раді підпорядковані населені пункти: - c. Прядівка |

## Склад ради
Рада складається з 16 депутатів та голови.

## Керівний склад сільської ради
| ПІБ                        | Основні відомості                                                                                            | Дата обрання | Дата звільнення |
| -------------------------- | --- | ------------ | --------------- |
| Алєксєєнко Микола Іванович | Сільський голова, 1955 року народження, освіта, безпартійний                                                 | 26.03.2006   | 31.10.2010      |
| Бабенко Іван Іванович      | Сільський голова, 1962 року народження, освіта середня спеціальна, член Всеукраїнського об'єднання «Громада» | 31.10.2010   |                 |

Примітка: таблиця складена за даними джерела

## Соціальна сфера
На території сільської ради є:
- Прядівська загально — освітня школа I—III ступенів;
- Прядівський дошкільний навчальний заклад «Сонечко»;
- Прядівська дільнична лікарня;
- Прядівський сільський будинок культури;
- Прядівська сільська бібліотека.